# El Torn (Tagamanent)
El Torn, o el Torn del Sot, és un gran mas i casal, a Santa Eugènia del Congost, municipi de Tagamanent (Vallès Oriental) inclòs en l'Inventari del Patrimoni Arquitectònic de Catalunya.
S'hi arriba per camí propi des del pont del Torn que hi ha darrere de l'Ajuntament. Està situada a ponent del riu Congost, de la via del tren Barcelona-Puigcerdà i al nord del mas Santaeugènia.

## Descripció
És un edifici aïllat de planta quadrada i consta de planta baixa, pisos i golfes. Aprofita el desnivell de terreny per instal·lar-se dalt del turó. La teulada és a doble vessant. Una galeria i diverses dependències són afegides amb posterioritat. A la façana principal hi ha la porta d'arc de mig punt adovellada amb dues finestres d'ull de bou, datades, respectivament, de 1851 i 1924. Un escut amb les quatre barres en relleu i una finestra amb llinda en què els muntants formen un petit arc superior en funció de mènsula, propi del gòtic. Al mur lateral s'obren finestres protegides amb reixa en forma d'espina de peix. A la façana posterior, a la llinda d'una de les finestres, hi ha esculpit els instruments de la professió de l'amo.

## Història
El mas Torn del Sot està documentat l'any 1339. Era una casa feudatària de Castellar. En el decurs dels segles s'han fet diverses ampliacions. El cognom Torn desapareix de la propietat per venda el 1896. D'aleshores ençà propietat privada.